# Albert Hammond
Albert Hammond (rođen 18. svibnja 1944. - ), engleski glazbenik i pjevač.

## Životopis
Sin je engleskih izbjeglica iz Gibraltara. Njegov sin Albert Hammond, Jr., je član grupe The Strokes.

## Diskografija

### Singlovi
- 1972. — It Never Rains in Southern California
- 1973. — The Free Electric Band
- 1974. — Albert Hammond
- 1975. — 99 Miles from L.A.
- 1976. — Canta Sus Grandes Éxitos en Español e Inglés
- 1976. — My Spanish Album
- 1977. — Mi Album de Recuerdos
- 1977. — When I Need You
- 1978. — Albert Louis Hammond
- 1978. — Greatest Hits
- 1979. — Al Otro Lado del Sol
- 1981. — Comprenderte
- 1981. — Your World and My World
- 1982. — Somewhere in America
- 1986. — Hammond and West
- 1987. — Hammond and West
- 1988. — The Very Best Of (CBS)
- 1989. — Best of Me
- 1991. — Songsmith
- 1992. — Exitos
- 1995. — Greatest Hits
- 1996. — It Never Rains in Southern California (Golden Classics album)
- 1996. — Coplas & Songs
- 1997. — El Nuevo Mundo de los Gnomos (soundtrack) (Various artists)
- 1998. — Todas Sus Grabaciones en Espanol para Discos (Epic) (1975–1978)
- 1999. — It Never Rains in Southern California
- 1999. — The Very Best Of (Sony)
- 2004. — It Never Rains in Southern California / The Free Electric Band
- 2005. — Revolution of the Heart
- 2010. — Legend

## Nagrade
1988.
Nagrada "Emmy Award":
Za pjesmu "One Moment in Time", s John Bettisom.